# 四氢生物蝶呤
四氢生物蝶呤（tetrahydrobiopterin），又称沙丙蝶呤（Sapropterin），简称， 是三种芳香族氨基酸羟化酶的一种重要辅酶：苯丙氨酸羟化酶将苯丙氨酸转化为酪氨酸；酪氨酸羟化酶将酪氨酸转化为左旋多巴；色氨酸羟化酶将色氨酸转化为5-羟色胺。它也是一氧化氮合酶（NOS）合成NO的重要辅酶。

## 临床意义
四氢生物蝶呤合成和／或再生障碍可导致IV型苯丙酮尿症（PKU）以及神经递质（多巴胺和5-羟色胺）。PKU患者血液里长期高浓度的苯丙氨酸可导致严重的神经损害，包括严重智力缺陷、小颅、言语延迟、癫痫和行为异常。

## 生物合成
四氢生物蝶呤由GTP经三次酶促反应（GTP环化水解酶I、6-丙酮酰四氢生物蝶呤合成酶和 乌蝶呤还原酶）合成。